# Sâmera Alcides
Sâmera Ferreira de Almeida Alcides (nascida em 20 de abril de 1992, em Belo Horizonte) é uma ex-jogadora de vôlei brasileira. Ela tem 1.86m de altura e jogou na posição central.

## Clubes
| Clube             | De        | Até       |
| ----------------- | --------- | --------- |
| Minas Tênis Clube | 2007-2008 | 2010-2011 |
| São Bernardo      | 2011-2012 | 2013-2014 |
| Paulínia Volei    | 2014-2015 | 2014-2015 |

Outros clubes em que ela jogou são: Fiat/Minas – Usiminas/Minas – Macaé Sports – Associação Riopretense de Esportes – Volta Redonda

## Prêmios
- Campeonato Mundial Sub 18
  - Vencedora: 2009

Outros prêmios conquistados em sua trajetória são: Campeã Mineira Infantil – Campeã Mineira Infantojuvenil – Vice-Campeã Mineira Infantojuvenil – Campeã Mundial Infantojuvenil – Vice-Campeã Carioca – Vice-Campeã Mineira